# Solliès-Toucas
Solliès-Toucas [sɔljɛs tukas] est une commune française située dans le département du Var, en région Provence-Alpes-Côte d'Azur.
Ses habitants s'appellent les Toucassins et les Toucassines.

## Géographie

### Localisation
Le bourg, typiquement provençal, est situé entre Solliès-Pont et Belgentier, à 18,2 km de Toulon et 19,9 de Hyères.

### Géologie et relief
La commune fait partiellement partie du nouveau parc naturel régional de la Sainte-Baume, créé par décret du 20 décembre 2017.
Le val d'Issole, vallonné de collines boisées sur 4 Intercommunalités : Val d’Issole, Comté de Provence, Cœur du Var, Vallée du Gapeau, regroupant 27 communes dont Solliès-Toucas.

#### Botanique
- L'Armérie de Belgentier est une espèce de plante à fleurs endémique de Solliès-Toucas, elle est au bord de l'extinction.

### Sismicité
Commune située dans une zone 2 de sismicité faible,.

### Hydrographie et eaux souterraines
Cours d'eau traversant la commune, :
- le Gapeau, fleuve côtier qui se jette dans la mer Méditerranée sur la commune de Hyères ;
- les ruisseaux de Valcros, de Vigne Fer, des Roubins et de Rénégon ;
- La source d'Octon, connue aujourd'hui sous le nom de Font du Thon[9].

### Climat
Pour des articles plus généraux, voir Climat de Provence-Alpes-Côte d'Azur et Climat du Var.
En 2010, le climat de la commune est de type climat méditerranéen franc, selon une étude du Centre national de la recherche scientifique s'appuyant sur une série de données couvrant la période 1971-2000. En 2020, Météo-France publie une typologie des climats de la France métropolitaine dans laquelle la commune est exposée à un climat méditerranéen et est dans la région climatique  Provence, Languedoc-Roussillon, caractérisée par une pluviométrie faible en été, un très bon ensoleillement (2 600 h/an), un été chaud (21,5 °C), un air très sec en été, sec en toutes saisons, des vents forts (fréquence de 40 à 50 % de vents > 5 m/s) et peu de brouillards. 
Pour la période 1971-2000, la température annuelle moyenne est de 14,6 °C, avec une amplitude thermique annuelle de 15,3 °C. Le cumul annuel moyen de précipitations est de 843 mm, avec 6,1 jours de précipitations en janvier et 1,5 jours en juillet. Pour la période 1991-2020, la température moyenne annuelle observée sur la station météorologique de Météo-France la plus proche, « Cuers », sur la commune de Cuers à 5 km à vol d'oiseau, est de 15,5 °C et le cumul annuel moyen de précipitations est de 778,9 mm. 
La température maximale relevée sur cette station est de 41,3 °C, atteinte le 5 août 2017 ; la température minimale est de −9,3 °C, atteinte le 11 février 2012,,. 
| Mois                                  | jan.          | fév.          | mars          | avril         | mai           | juin         | jui.          | août          | sep.          | oct.          | nov.            | déc.          | année     |
| ------------------------------------- | ------------- | ------------- | ------------- | ------------- | ------------- | ------------ | ------------- | ------------- | ------------- | ------------- | --------------- | ------------- | --------- |
| Température minimale moyenne (°C)     | 2             | 2,1           | 4,3           | 7,1           | 10,8          | 14,1         | 16,4          | 16,1          | 13,1          | 10,2          | 6,1             | 2,9           | 8,8       |
| Température moyenne (°C)              | 7,9           | 8,3           | 10,9          | 13,8          | 17,7          | 21,7         | 24,4          | 24,2          | 20,4          | 16,5          | 11,7            | 8,6           | 15,5      |
| Température maximale moyenne (°C)     | 13,7          | 14,5          | 17,5          | 20,5          | 24,5          | 29,3         | 32,4          | 32,3          | 27,6          | 22,8          | 17,4            | 14,3          | 22,2      |
| Record de froid (°C) date du record   | −9,1 07.01.02 | −9,3 11.02.12 | −9,3 02.03.05 | −4,4 08.04.21 | 1,3 07.05.19  | 5,5 04.06.06 | 7,9 17.07.00  | 7,2 23.08.07  | 3,1 21.09.17  | −1,4 22.10.07 | −8,8 23.11.1998 | −9,1 20.12.01 | −9,3 2012 |
| Record de chaleur (°C) date du record | 23,3 10.01.15 | 25,1 03.02.20 | 28,4 21.03.02 | 27,9 23.04.09 | 35,1 12.05.12 | 39 27.06.19  | 39,8 20.07.23 | 41,3 05.08.17 | 35,9 05.09.16 | 31,1 28.10.06 | 27,9 14.11.23   | 23,1 30.12.21 | 41,3 2017 |
| Précipitations (mm)                   | 73,4          | 54,8          | 57,4          | 57,1          | 56,7          | 33,5         | 15,6          | 19,3          | 76,6          | 105,5         | 141,4           | 87,6          | 778,9     |

| Diagramme climatique                                  |             |             |             |              |              |              |              |              |               |              |             |
| J                                                     | F           | M           | A           | M            | J            | J            | A            | S            | O             | N            | D           |
| 13,7273,4                                             | 14,52,154,8 | 17,54,357,4 | 20,57,157,1 | 24,510,856,7 | 29,314,133,5 | 32,416,415,6 | 32,316,119,3 | 27,613,176,6 | 22,810,2105,5 | 17,46,1141,4 | 14,32,987,6 |
| Moyennes : • Temp. maxi et mini °C • Précipitation mm |             |             |             |              |              |              |              |              |               |              |             |

Les paramètres climatiques de la commune ont été estimés pour le milieu du siècle (2041-2070) selon différents scénarios d'émission de gaz à effet de serre à partir des nouvelles projections climatiques de référence DRIAS-2020. Ils sont consultables sur un site dédié publié par Météo-France en novembre 2022.

### Voies de communications et transports

#### Voies routières
- RD 554 vers Belgentier, au nord, et vers Solliès-Pont, au sud-est.

#### Transports en commun
- Transport en Provence-Alpes-Côte d'Azur

Commune desservie par le réseau régional de transports en commun Zou !
Les collectivités territoriales ont en effet mis en œuvre un « service de transports à la demande » (TAD), réseau régional Zou !.

### Intercommunalité
Commune membre de la Communauté de communes de la Vallée du Gapeau et du Scot Provence Méditerranée.

### Communes limitrophes
| Méounes-lès-Montrieux     | Belgentier     | Cuers         |
| Signes                    | Solliès-Toucas | Solliès-Pont  |
| Evenos Le Revest-les-Eaux | Solliès-Ville  | Solliès-Ville |

## Urbanisme

### Typologie
Au 1er janvier 2024, Solliès-Toucas est catégorisée ceinture urbaine, selon la nouvelle grille communale de densité à sept niveaux définie par l'Insee en 2022.
Elle appartient à l'unité urbaine de Toulon, une agglomération inter-départementale regroupant 27  communes, dont elle est une commune de la banlieue,,. Par ailleurs la commune fait partie de l'aire d'attraction de Toulon, dont elle est une commune de la couronne,. Cette aire, qui regroupe 35 communes, est catégorisée dans les aires de 200 000 à moins de 700 000 habitants,.

### Occupation des sols
L'occupation des sols de la commune, telle qu'elle ressort de la base de données européenne d’occupation biophysique des sols Corine Land Cover (CLC), est marquée par l'importance des forêts et milieux semi-naturels (86,1 % en 2018), une proportion sensiblement équivalente à celle de 1990 (86,7 %). La répartition détaillée en 2018 est la suivante :
forêts (62,4 %), milieux à végétation arbustive et/ou herbacée (22,6 %), zones urbanisées (11,7 %), cultures permanentes (2,2 %), espaces ouverts, sans ou avec peu de végétation (1,2 %). L'évolution de l’occupation des sols de la commune et de ses infrastructures peut être observée sur les différentes représentations cartographiques du territoire : la carte de Cassini (XVIIIe siècle), la carte d'état-major (1820-1866) et les cartes ou photos aériennes de l'IGN pour la période actuelle (1950 à aujourd'hui).

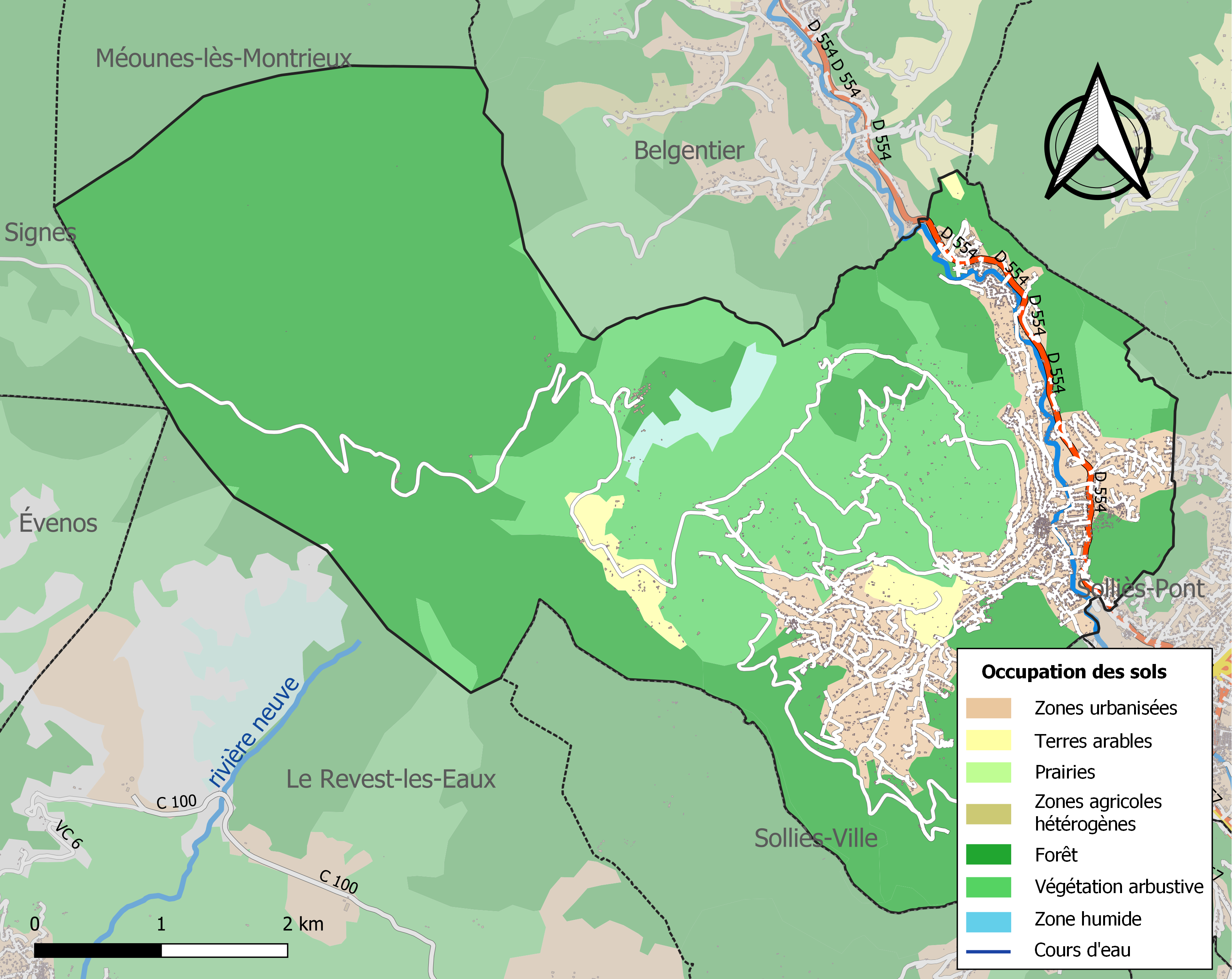
Carte des infrastructures et de l'occupation des sols de la commune en 2018 (CLC).

Solliès-Toucas dispose d'un plan local d'urbanisme depuis le 27 décembre 2018, et bénéficie du schéma de cohérence territoriale (SCOT) de Provence Méditerranée.

### Habitat
D'après la Dépêche du Midi, Solliès-Toucas serait la commune de France avec le plus faible taux de logement HLM (0,79 %), devant Le Castellet (1,03 %) et Tourrettes-sur-Loup (1,74 %).

## Histoire
Dans les années 1500, deux émigrants d'Italie, les frères Tocasso, arrivèrent à Solliès-Ville. Ils s'établirent à la font du Thon, près du hameau de Valaury. Solliès-Toucas sera appelée ainsi par déformation de leur patronyme.
Édifiée sur l’emplacement de la chapelle primitive du XVIe siècle, l’église Saint-Christophe a été construite entre 1700 et 1701. La tour dite « sarrasine » érigée vers 1640 est devenue le clocher de l'église.
L’église Saint-Christophe nécessite différents travaux de restauration sur plusieurs parties de l’église ainsi que de la chapelle adjacente.

## Armoiries

### Origine
Armes adoptées par délibération du conseil municipal du 30 mai 1941, sur l'initiative de M. Fontan, conservateur du Musée de Toulon, et présenté par Antoine Catoni, instituteur à Solliès-Toucas. Les armoiries sont celles de la cité mère, Solliès-Ville, avec un attribut spécial pour différencier la commune de Solliès-Toucas. Ces armoiries ont été homologuées par la Commission des sceaux et armoiries de l'État lors de la séance du 20 octobre 1943.

### Blasonnement
|  | Les armoiries de Solliès-Toucas se blasonnent ainsi : De gueules à la branche d'olivier d'or formée de trois brins stylisés, posés le central en pal, les deux autres en bande et en barre, au chef cousu d'azur chargé d'un soleil aussi d'or. |

### Ornements Extérieurs
L'écu timbré de la couronne murale d'or à deux tours.

### Devise
Sur une banderole blanche apparaît la devise provençale EI TOUCAS OLI E PAS (Aux Toucas huile et paix).

### Symbolique
Le soleil rappelle la toponymie et honore la commune mère Solliès-Ville. L'olivier était la culture prédominante de l'ancien hameau. L'olivier symbolise la paix, l'obéissance, la concorde et la douceur. Dans l'écriture Sainte, la colombe lâchée par Noé revint dans l'arche avec un rinceau d'olivier dans son bec. Il symbolise aussi l'espérance à cause de sa verdure, la miséricorde, le pardon, la dévotion et la vérité car l'huile que l'on en tire monte sur l'eau, vérité sur mensonge. Son huile est signe d'éternité et de longue durée.

## Politique et administration

### Liste des maires
| Période                                  | Période                | Identité         | Étiquette               | Qualité |
| ---------------------------------------- | ---------------------- | ---------------- | ----------------------- | --- |
| Les données manquantes sont à compléter. |                        |                  |                         | |
| avril 1945                               | avril 1974 (démission) | Clément Balestra | SFIO puis PS            | Ouvrier puis agent technique à l'Arsenal de Toulon Sénateur du Var (1959 → 1977) Conseiller général du canton de Solliès-Pont (1951 → 1976)            |
| avril 1974                               | mars 2014              | Guy Menut        | PS                      | Conseiller de gestion Député de la 6e circonscription du Var (1999 → 2002) Conseiller général du canton de Solliès-Pont (1976 → 1989 puis 2009 → 2015) |
| mars 2014                                | juillet 2020           | François Amat    | PS                      | Cadre du secteur privé Président de la CC de la Vallée du Gapeau (2018 → 2020)                                                                         |
| juillet 2020                             | En cours               | Jérémie Fabre    | Divers (sans étiquette) | Ingénieur, ancien Officier Marine Nationale, ancien adjoint au Maire. 3e Vice-Président de la CC de la Vallée du Gapeau (2020 → )                      |

### Budget et fiscalité 2021
En 2021, le budget de la commune était constitué ainsi :
- total des produits de fonctionnement : 6 068 000 €, soit 1 046 € par habitant ;
- total des charges de fonctionnement : 5 778 000 €, soit 996 € par habitant ;
- total des ressources d'investissement : 1 069 000 €, soit 184 € par habitant ;
- total des emplois d'investissement : 1 048 000 €, soit 181 € par habitant ;
- endettement : 3 723 000 €, soit 642 € par habitant.

Avec les taux de fiscalité suivants :
- taxe d'habitation : 14,69 % ;
- taxe foncière sur les propriétés bâties : 47,07 % ;
- taxe foncière sur les propriétés non bâties : 93,71 % ;
- taxe additionnelle à la taxe foncière sur les propriétés non bâties : 0,00 % ;
- cotisation foncière des entreprises : 0,00 %.

Chiffres clés Revenus et pauvreté des ménages en 2020 : médiane en 2020 du revenu disponible, par unité de consommation : 25 360 €.

## Économie

### Entreprises et commerces

#### Agriculture
- Élevage, agriculture[36].
- Ruches du Mas de Nuke[37].
- Domaine Trucco.

#### Tourisme
- Hébergements touristiques, Hôtels.
- Gîtes ruraux, Chambres d'hôtes[38].
- Le Relais du Gapeau[39].

#### Commerces
- Commerces et services de proximité.

## Population et société

### Démographie

#### Évolution démographique
L'évolution du nombre d'habitants est connue à travers les recensements de la population effectués dans la commune depuis 1800. Pour les communes de moins de 10 000 habitants, une enquête de recensement portant sur toute la population est réalisée tous les cinq ans, les populations de référence des années intermédiaires étant quant à elles estimées par interpolation ou extrapolation. Pour la commune, le premier recensement exhaustif entrant dans le cadre du nouveau dispositif a été réalisé en 2008.

En 2022, la commune comptait 6 087 habitants, en évolution de +6,03 % par rapport à 2016 (Var : +4,98 %, France hors Mayotte : +2,11 %).
| 1800  | 1806  | 1821  | 1831  | 1836  | 1841  | 1846  | 1851  | 1856 |
| ----- | ----- | ----- | ----- | ----- | ----- | ----- | ----- | ---- |
| 1 084 | 1 140 | 1 441 | 1 408 | 1 410 | 1 323 | 1 263 | 1 321 | 977  |

| 1861  | 1866  | 1872  | 1876  | 1881  | 1886  | 1891  | 1896  | 1901 |
| ----- | ----- | ----- | ----- | ----- | ----- | ----- | ----- | ---- |
| 1 436 | 1 321 | 1 290 | 1 227 | 1 171 | 1 054 | 1 043 | 1 017 | 933  |

| 1906 | 1911 | 1921 | 1926 | 1931 | 1936 | 1946 | 1954  | 1962  |
| ---- | ---- | ---- | ---- | ---- | ---- | ---- | ----- | ----- |
| 900  | 882  | 777  | 799  | 780  | 795  | 849  | 1 022 | 1 331 |

| 1968  | 1975  | 1982  | 1990  | 1999  | 2006  | 2008  | 2013  | 2018  |
| ----- | ----- | ----- | ----- | ----- | ----- | ----- | ----- | ----- |
| 1 287 | 1 549 | 2 098 | 3 439 | 4 397 | 4 907 | 5 059 | 5 499 | 5 696 |

| 2022  | - | - | - | - | - | - | - | - |
| ----- | - | - | - | - | - | - | - | - |
| 6 087 | - | - | - | - | - | - | - | - |

### Enseignement
Établissements d'enseignements :
- école maternelle ;
- école primaire ;
- collèges à Solliès-Pont, La farlède ;
- lycée à Toulon, La Garde, Hyeres.

### Santé
Professionnels et établissements de santé :
- médecins ;
- pharmacies ;
- hôpitaux à La Farlède, La valette-du-Var ;
- centre hospitalier intercommunal Toulon-La Seyne-sur-Mer ;
- hôpital d'instruction des armées Sainte-Anne à Toulon.

### Cultes
- Culte catholique, Paroisses de Solliès-Toucas et Solliès-Pont[46], Diocèse de Fréjus-Toulon.

### Animations et activités
- La commune bénéficie d'un réseau associatif actif très diversifié pour l'animation du village[47].
- Manifestations diverses : course de la Victoire ; fête de la cerise ; fête de la Musique ; fête de la St-Christophe ; festival international choral ; fête de la Pastèque ; Journées européennes du patrimoine ; forum des associations ; animation de Noël. Veillée de Noël à l’ancienne[48].
- Des concerts d'orgue sont régulièrement organisés dans l'église St-Christophe.
- Concerts piano & orgue le 16 juin 2023 par l'association Monalisa Patrimoines vivants, pour la restauration de l'église St-Christophe, avec le soutien de la Fondation du patrimoine.

## Lieux et monuments

### Patrimoine religieux
- L'église paroissiale[49] Saint-Christophe[50]
  - Le retable en bois doré de 1704[51]
  - La cloche du campanile de 1759[52]
  - L'orgue du facteur Perce de 2009[53], inauguré en novembre 2009 et, en juin 2010, un concert inaugural donné par Olivier Vernet, titulaire de la Cathédrale Notre-Dame-Immaculée de Monaco
- La chapelle Saint-Louis (Valaury)[54]
- La chapelle Sainte Christine et le prieuré[55]
- Ancienne chapelle du couvent Saint-Hubert (Morière-les-Tournes)[56],[57]
- Ancienne chapelle Notre-Dame[58] ;
- De nombreux oratoires
- Monument aux morts[59]

### Patrimoine civil
- Oppidum et ermitage de la Tourne ou de Saint-Hubert[60]
- Bourg castral de la Tourne[61] ;
- La fontaine du Thon, alimentée par la source du Thon[62]. Ses eaux ont été canalisées par les romains
- Four à cade[63].
- Le cadran solaire sur la façade de l'ancienne mairie.

## Personnalités liées à la commune
- Jean-François Escudier (1759-1819), député du Var à la Convention nationale.
- Richard Olney (1927- 1999), peintre, cuisinier, et écrivain culinaire américain.
- L'agriculteur Pierre Guidon qui, en août 1794, fut accusé par les sections fédératives des insurgés d'avoir arboré une cocarde blanche, symbole des royalistes, à son chapeau. Il fut condamné et exécuté en septembre 1794[64].
- Le peintre espagnol Blasco Mentor (Grand Prix à un artiste exposant en 1966)[65].